# Elysia chlorotica
Elysia chlorotica är en snäckart som beskrevs av Gould 1870. Elysia chlorotica ingår i släktet Elysia, och familjen sammetssniglar. Inga underarter finns listade.
Elysia chlorotica är en av extremt få multicellulära djur som kan bilda sina egna kolhydrater via fotosyntes, något som annars enbart växter kan.  Detta görs genom att använda kloroplasten från alger som den äter. Till slut kan den sluta äta helt och leva enbart på solljus.